# Rhamphomyia wagneri
Rhamphomyia wagneri är en tvåvingeart som beskrevs av Bartak 1998. Rhamphomyia wagneri ingår i släktet Rhamphomyia, och familjen dansflugor. Inga underarter finns listade i Catalogue of Life.